# Martha Shelley
Martha Shelley, de son vrai nom Martha Altman est une militante lesbienne américaine, féministe, écrivaine et poète, née le 27 décembre 1943 à Brooklyn, New York.

## Biographie

### Enfance et formation
Martha Shelley est née le 27 décembre 1943 à New York. Ces parents sont d'origine juive russo-polonaise.
En 1965, elle est diplômée du City College of New York.

### Début de ses activités militantes

#### Contre la Guerre du Vietnam
Samuel R. Delany était devenu son ami au Bronx High School of Science. Elle a été impliquée dans un groupe basé sur le travail de Harry Stack Sullivan qui a conduit à sa première manifestation du mouvement anti-guerre du Vietnam.  En novembre 1967, elle s'est rendue à sa première réunion de la section new-yorkaise des Daughters of Bilitis (DOB) et dont elle est devenue plus tard présidente. En raison de la surveillance du FBI, les membres du DOB ont été encouragés à prendre des pseudonymes. Altman a choisi Shelley comme nom de famille. Tout en travaillant pour Barnard College, elle a rejoint la Student Homophile League et a travaillé avec Stephen Donaldson (en).

#### Gay Liberation Front
Elle était à Greenwich Village la nuit des émeutes de Stonewall avec des femmes qui créaient une section DOB à Boston. Reconnaissant l'importance de l'événement et étant politiquement consciente, elle a proposé une marche de protestation et, en conséquence, DOB et Mattachine ont parrainé une manifestation. Selon le programme de la première San Francisco Pride, elle était l'un des quatre premiers membres du Gay Liberation Front, les autres étant Michael Brown, Jerry Hoose et Jim Owles,. Elle a fait partie de la vingtaine de femmes et d'hommes qui ont fondé le Gay Liberation Front immédiatement après Stonewall et n'a jamais hésité à participer à nombre de leurs affrontements. Elle a écrit pour Come Out!.

#### Féminisme
En 1970, elle a joué un rôle dans le zap (en) de la Lavender Menace du Second Congress to Unite Women. Elle a produit l'émission de radio Lesbian nation sur la station de radio WBAI de New York. Elle a participé aux articles « Notes of a radical lesbian » et « Terror » pour l'anthologie Sisterhood is Powerful, édité par Robin Morgan en  1970. Après avoir déménagé à Oakland, en Californie, en octobre 1974, elle a travaillé avec le Women's Press Collective avec Judy Grahn (en) pour produire Crossing the DMZ, In Other Words, Lesbians Speak Out et d'autres livres. Sa poésie a été publiée  dans Ms. (magazine), Sunbury, The Bright Medusa, We Become New et d'autres magazines. Shelley a figuré dans le documentaire Stonewall Uprising (en) de 2010, un épisode de la série American Experience.

## Activisme et opinions politiques
Malgré son implication dans le féminisme lesbien, Martha Shelley ne se décrit pas comme une séparatiste lesbienne (en) du mouvement des droits des homosexuels. Bien qu'elle ait aimé l'idée d'espaces réservés aux lesbiennes, elle a déclaré que la scission du Gay Liberation Front en groupes dissidents a affaibli le mouvement dans son ensemble. Elle s'est intéressée à de nombreuses autres causes des années 1960 et 1970 orientées à gauche telles que le mouvement pro-choix et les groupes de défense des droits civiques tels que les Black Panthers et les Young Lords et s'est décrite comme une socialiste. Martha Shelley était également un critique sévère des opinions psychiatriques dominantes sur l'homosexualité dans les années 1960 et a soutenu que la stigmatisation de l'homosexualité en tant que maladie mentale était un facteur majeur contribuant aux problèmes psychologiques au sein de la communauté gay et lesbienne.

## Publications

### Articles
- « Gay is good » in Out of the closets : voices of gay liberation, Douglas Books, 1972, 403 p. (ISBN 0-88209-002-X)
- « Notes of a radical lesbian » in Sisterhood is Powerful (en), Vintage, 1970, 602 p. (ISBN 978-0-394-70539-2)
- « Our passion shook the world » in Smash the church, smash the state : The early years of gay liberation, City Lights Books, 2009, 303 p. (ISBN 978-0-87286-497-9)

### Nouvelles
- « Her wild barbarian heart » in Finding courage : writings by women, Crossing Press, 1989 (ISBN 0-89594-378-6, lire en ligne)
- « In that number », Common Lives/Lesbian Lives (en), no 30,‎ 1989 (ISSN 0891-6969)
- « Walking the rim » in Word of Mouth : 150 Short-short Stories by 90 Women Writers, Crossing Press, 1990, 175 p. (ISBN 0-89594-395-6)
- « The cart o'tea belove » in Speaking for ourselves : short stories by Jewish Lesbians, Crossing Press, 1990, 184 p. (ISBN 978-0-89594-428-3, lire en ligne)

### Livres
- Crossing the DMZ, Women's Press Collective, 1974
- Lovers and mothers, Sefir, 1981
- Haggadah : a celebration of freedom, Aunt Lute Books, 1997, 58 p. (ISBN 1-879960-53-2)
- The throne in the heart of the sea, Ebisu, 2011 (ISBN 978-1-892076-83-0 et 1-892076-83-7)
- The stars and their courses, Ebisu, 2014

### Poésie en anthologie
- We become new : poems by contemporary women, Bantam (lire en ligne )
- The Lesbian reader, Barn Owl, 1975 (ISBN 0-9609626-0-3)
- The Women's Seder Sourcebook : Rituals & Readings for Use at the Passover Seder, Jewish Lights, 2006, 336 p. (ISBN 978-1-58023-232-6, lire en ligne)